# Keiyona Constanze Stumpf
Keiyona Constanze Stumpf (* 1982 in München) ist eine deutsche Bildhauerin und Künstlerin.

## Leben und Werk
Stumpf schloss ihr erstes Studium der Kunstpädagogik 2011 bei Albert Hien an der Akademie der Bildenden Künste München mit dem Ersten Staatsexamen ab. Hierauf folgte ein zweites Studium der freien Kunst (Schwerpunkt Glas und Keramik) bei Norbert Prangenberg und Markus Karstieß (Schwerpunkt Glas und Keramik), ebenfalls in München, das sie 2016 mit dem Diplom abschloss. Von 2012 bis 2013 arbeitete sie am cx centrum für interdisziplinäre Studien bei der Kunsthistorikerin Susanne Witzgall. Seither lebt und arbeitet sie als freischaffende Künstlerin in München und im Landkreis Augsburg. Ihre Arbeiten fertigt sie aus Keramik, Porzellan, Glas, Papier und Plastik. Ihre Rauminstallationen bestehen aus unterschiedlichen Materialien.

## Publikationen
- Neue Keramik 2/2 - New Ceramics 2/21, Künstlerporträt mit einem Text von Dr. Christian Lechelt. S. 20 ff
- New Glass Review 39, S. 30, Herausgegeben von The Corning Museum of Glas, Corning, NY, ISBN 978-0-87290-215-2
- Stumpf, Keiyona C.: Amalgam. Essay von Frau Dr. Ilka Kloten d/e, 17 Seiten, München, 2020
- Stumpf, Keiyona C.: Mutual. München, Text: Markus Karstieß, Keiyona C. Stumpf d/e, 117 Seiten, München 2017, ISBN 978 - 3 - 945328 - 08 - 8

## Ehrungen
- 2015 und 2016: Arbeitsstipendium der Alexander Tutsek-Stiftung
- 2016: Stipendium für Bildende Kunst, Landeshauptstadt München
- 2017: Kunstpreis, Kunstverein Aichach
- 2017: Debutantinnenpreis von Gedok München
- 2018: Oberbayerischer Förderpreis für Angewandte Kunst, München
- 2018: Stipendium der Alexander Tutsek-Stiftung / Pilchuck-Glass-School, Seattle,
- 2018: Kunstpreis Landkreis Augsburg
- 2019: Kunstpreis, Kunstverein Rosenheim, Rosenheim

## Sammlungen
- Sammlung Goetz München
- Privatsammlung Bärbel Dornier, München
- Erwin und Gisela von Steiner - Stiftung, München

## Ausstellungen (Auswahl)
- 2013: Biennale der Künstler, Haus der Kunst München
- 2013: # 32 Die ersten Jahre der Professionalität, Galerie der Künstler München
- 2014: `It´s oh so cute´, EIGEN + ART Lab, Berlin
- 2015: `münchener freiheit  ́, Glasmuseum - Ernsting Stiftung, Coesfeld – Lette
- 2015: `open´, Galerie EIGEN + ART, Berlin
- 2016: `Glass Now´, Galerie Handwerk, München
- 2016: `Zeitgenössische Skulptur - eine Annäherung´, Galerie Knust x Kunst +, München
- 2017: `mutual´, Galerie GEDOK, München (solo)
- 2018: 25th Annual Auction, Watermill Center, New York
- 2018: `meine drei lyrischen Ichs´, Kunstverein München (solo)
- 2018: Jahresgaben 2018, Kunstverein München
- 2019: Second nature, Schwäbische Galerie Oberschönenfeld (solo)
- 2019: The open hide, Kunstverein Hechingen (solo)
- 2019: `Ich bin ganz von Glas´, Marianne-Brandt Award 2019, Industriemuseum Chemnitz
- 2019: Art Vienna, Loft8, Wien
- 2019: `KOLLER NOW´,Junge Künstler der Akademie der Bildenden Künste München, Koller Auktionen München
- 2020: `Blickfang´, Kunsthaus Kaufbeuren
- 2020: `im Dialog´,  Museum Schloß Fürstenberg, Fürstenberg (solo)
- 2020: `natura naturans´, Galerie Hengevoss-Dürkop, Hamburg (solo)
- 2020: PIN.FOR Art, Benefizauktion, Pinakothek der Moderne e.V., München